# バッハの名による幻想曲とフーガ
バッハの名による幻想曲とフーガ（Fantasie und Fuge über das Thema B-A-C-H, サール番号：S.260, S.529）は、フランツ・リストの作曲したオルガン曲、あるいはピアノ曲。田村文生による吹奏楽編曲版も存在する。

## 概要
1855年から1856年にかけてオルガン版の初稿（S.260i）が書かれ、また同時期にピアノ版の初稿（S.529i）が書かれた。この時点で作品は「前奏曲とフーガ（Präludium und Fuge）」と題されていた。その後、1869年から1870年にかけて改訂が施され、ピアノ版の第2稿（S.529ii）とオルガン版の第2稿（S.260ii）がこれもほぼ同時に成立している。現在、断りなく演奏される場合はオルガン版、ピアノ版ともに第2稿が使われるのが一般的である。
作曲の直接のきっかけは1855年、メルゼブルク大聖堂のオルガンの落成式で演奏されるために依頼を受けたことによる。しかし作曲は間に合わず、落成式では1852年出版のオルガン作品《コラール「アド・ノス、アド・サルタレム・ウンダム」による幻想曲とフーガ》（Fantasie und Fuge über den Choral "Ad nos, ad salutarem undam" aus der Oper Der Prophet von Meyerbeer, S.259）が演奏された。本作は1856年5月13日にメルゼブルクのオルガンを用いてアレクサンダー・ヴィンターベルガーによって初演され、献呈も彼に行われた。
この作品はBACH主題を扱い、またフーガも取り入れられていることからヨハン・ゼバスティアン・バッハへのオマージュであることは明らかだが、その一方で、新ドイツ楽派の旗手であったリストらしい前衛的な響きも聴くことができる。リストは以前からバッハの芸術に関心を示しており、1840年代にはバッハのオルガン作品の編曲（S.462）を行い、また後の1862年にはバッハの主題を用いたパッサカリアである《バッハの主題による変奏曲》(Variationen über ein Motiv (basso ostinato) aus der Kantate "Weinen, Klagen, Sorgen, Zageni", und dem "Crucifixusi", der h-Moll Messe von J. S. Bach , S.184)も書かれている。

## 楽曲
低音で奏されるBACH主題の繰り返しに始まり、全曲を通じてBACH主題を執拗に変容させながら自由な展開を見せる。中間にはアンダンテ、ミステリオーソと指示されて始まるフーガが置かれている。なお、このフーガ主題ではオクターヴの十二音全てが用いられている。調性は変ロ長調とト短調を中心に推移するが、BACH主題自体が半音階的な音形をとるため、調性が不明瞭な場面は多い。
初稿と第2稿において構成に大きな変更はなく、またオルガン版とピアノ版の間でそれぞれほぼ相違はない。フーガ部分の展開については全ての版において同一である。
オルガン書法としては、当時のドイツでも最大級であったメンゼブルクのオルガンの性能を生かすため、幅広い表現と高い技巧が要求されている。
また、足鍵盤の扱いについても特徴が見られる。ピアノのヴィルトゥオーゾであったリストだが足鍵盤の演奏は苦手としており、オルガン作品において用法は限定的であることが多い。しかし、ヴィンターベルガーの演奏を念頭に置いた本作では、足鍵盤に素早いパッセージが存在する。